# Letharia
Letharia (Th. Fr.) Zahlbr  (jaskrota) – rodzaj grzybów z rodziny tarczownicowatych (Parmeliaceae). Ze względu na współżycie z glonami zaliczany jest do grupy porostów. W Polsce występuje jeden gatunek.

## Systematyka i nazewnictwo
Pozycja w klasyfikacji według Index Fungorum: Parmeliaceae, Lecanorales, Lecanoromycetidae, Lecanoromycetes, Pezizomycotina, Ascomycota, Fungi.
Synonimy nazwy naukowej: Chlorea Nyl., Evernia subdiv. Letharia Th. Fr., Nylanderaria Kuntze, Rhytidocaulon Nyl. ex Elenkin.
Nazwa polska według W. Fałtynowicza.

## Gatunki
- Letharia arboricola (Jatta) H. Olivier 1907
- Letharia arenaria (Fr.) Harm. 1907
- Letharia californica (Lév.) Hue 1899
- Letharia columbiana (Nutt.) J.W. Thomson 1969
- Letharia divaricata (L.) Hue 1890
- Letharia gracilis Kroken ex McCune & Altermann 2009
- Letharia illyrica (Zahlbr.) Harm. 1907
- Letharia mesomorpha (Nyl.) Du Rietz 1913
- Letharia pirionii B. de Lesd. 1935
- Letharia poeppigii (Nees & Flot.) Darb. 1912
- Letharia reticulata Zahlbr. 1932
- Letharia soleirolii (Schaer.) Hue 1899
- Letharia subdivaricata Frey & Oxner 1926
- Letharia thamnodes (Flot.) Hue 1899
- Letharia vulpina (L.) Hue 1899  – jaskrota wilcza
- Letharia wandelensis Hue 1909

Nazwy naukowe na podstawie Index Fungorum. Do 25 lutego 2015 r. wszystkie gatunki według Index Fungorum mają status taksonu niepewnego. Nazwy polskie według checklist W. Fałtynowicza.